# Paul-Hindemith-Preis der Stadt Hanau
Der Paul-Hindemith-Preis der Stadt Hanau ist ein Musikpreis, den die Geburtsstadt Paul Hindemiths seit dem Jahr 2000 alle zwei, seit 2016 alle drei Jahre verleiht. Die von Alois Kottmann angeregte Auszeichnung hieß bis 2004 Paul-Hindemith-Preis für Kunst und Menschlichkeit der Stadt Hanau. Seit einer Vereinbarung im Jahr 2005 verleiht die Stadt den Preis gemeinsam mit der Hindemith-Stiftung in Blonay (Schweiz).
Mit dieser Auszeichnung will die Stadt Hanau „das Lebenswerk dieses großartigen Künstlers und seinen Zugang zur Musik“  würdigen und ehren. Sie besteht aus einer Silbermedaille und ist mit 10.000 Euro dotiert.
Der Preis ist nicht zu verwechseln mit dem Hindemith-Preis, der im Rahmen des Schleswig-Holstein Musik Festivals seit 1990 verliehen wird.

## Preisträger
- 2000: Albert Mangelsdorff
- 2002: Rolf Riehm
- 2004: Daniel Barenboim
- 2006: Tabea Zimmermann
- 2008: Gerd Albrecht
- 2010: Frank Peter Zimmermann
- 2012: Paavo Järvi[4]
- 2014: Zehetmair Quartett
- 2016: Christoph Eschenbach
- 2019: Olli Mustonen[5]
- 2022: Antoine Tamestit[6]